# Gaetano Galbusera Fumagalli
Gaetano Galbusera Fumagalli SDB (* 28. August 1940 in Marasso-Missaglia, Provinz Lecco, Italien) ist ein italienischer Ordensgeistlicher und emeritierter Apostolischer Vikar von Pucallpa.

## Leben
Gaetano Galbusera Fumagalli trat in die Ordensgemeinschaft der Salesianer Don Boscos ein und empfing am 22. Dezember 1967 das Sakrament der Priesterweihe.
Am 18. Juli 2007 ernannte ihn Papst Benedikt XVI. zum Titularbischof von Mascula und bestellte ihn zum Koadjutorvikar von Pucallpa. Kardinalstaatssekretär Tarcisio Kardinal Bertone SDB spendete ihm am 26. August desselben Jahres die Bischofsweihe; Mitkonsekratoren waren der Apostolische Vikar von Pucallpa, Juan Luis Martin Buisson PME, und der Prälat von Huari, Ivo Baldi Gaburri. Am 8. September 2008 wurde Gaetano Galbusera Fumagalli in Nachfolge von Juan Luis Martin Buisson PME, der aus Altersgründen zurücktrat, Apostolischer Vikar von Pucallpa.
Am 31. Juli 2019 nahm Papst Franziskus seinen altersbedingten Rücktritt an.